# Antonio Meucci cittadino toscano contro il monopolio Bell
Antonio Meucci, cittadino toscano, contro il monopolio Bell è una miniserie televisiva in tre puntate trasmessa dal Programma Nazionale della Rai a partire dal 4 ottobre 1970.
Diretto da Daniele D'Anza, lo sceneggiato è ispirato alla vita dell'inventore italiano Antonio Meucci e alle vicende giudiziarie che negli Stati Uniti lo opposero allo scozzese Bell per il riconoscimento della paternità dell'invenzione del telefono.
Protagonista è Paolo Stoppa nel ruolo di Meucci. Del cast fanno parte anche Rina Morelli, Milla Sannoner, Checco Rissone e Glauco Onorato.

## Trama
1887. Si apre il processo per l'attribuzione del brevetto per l'invenzione del telefono. Le parti sono l'italiano Antonio Meucci, emigrato e padre di molte invenzioni di quel tempo ma quasi totalmente privo di mezzi, contro il giovane britannico Alexander G. Bell, appoggiato invece dall'establishment dell'epoca. Meucci aveva brevettato una specie di telefono oltre dieci anni prima di Bell ma il processo è chiaramente a senso unico: solo un piccolo giornale, nella persona di un dinamico giornalista, è dalla parte di Meucci. Bell produce scritti, testimoni e prove circostanziate; Meucci non può ribattere che coi suoi ricordi e qualche disegno scolorito.
La sentenza è ampiamente prevista. Bell vince, anche se l'avvocato di Meucci, Lemmi, riuscirà qualche tempo dopo a far riaprire il processo, ma troppo tardi: Meucci è già morto e dalla cornetta dell'ultima telefonata penzola mestamente "BELL TELEPHONES INC.".